# Copa de Italia de Ciclismo
La Copa de Italia de Ciclismo (llamado oficialmente: “Ciclismo Cup-Campionato Italiano a Squadre) es una competición profesional de ciclismo en ruta que se celebra anualmente en Italia desde 2007.
Reúne en una clasificación las carreras de un día y por etapas más importantes que se celebran en territorio italiano, parecido a la ya desaparecida Copa del Mundo de Ciclismo. Forman parte de la clasificación todos los ciclistas profesionales que forman parte del UCI WorldTeam, Profesional Continental y Continental sin límite de nacionalidad estableciendo un sistema de puntuación en función de la posición conseguida en cada competencia y a partir de ahí se crea la clasificación.
La prueba también se disputa por equipos, donde participan todos los equipos. Se contabilizan en cada carrera los puntos de los tres primeros clasificados de cada equipo y a través de esos puntos se establece la clasificación.
La Copa consta entre 15 y 20 carreras del calendario italiano bajo las categorías 1.Pro, 2.Pro, 1.1 y 2.1 del UCI Europe Tour, excepto las que declinan estar en esta competición. Por ello esta copa tiene mucho más prestigio que otras copas nacionales al ser todas las pruebas profesionales y al poder participar todos los equipos profesionales, incluidos los WorldTeam.
Se celebra ininterrumpidamente desde el 2007. El primer ganador fue el ciclista Alessandro Bertolini y el más ganador ha sido Sonny Colbrelli y Diego Ulissi con tres victorias.

## Sistema de puntos
En cada carrera, los primeros 20 corredores ganan puntos y el corredor con la mayor cantidad de puntos en general es considerado el ganador de la Copa de Italia. Se llevan a cabo clasificaciones separadas para los mejores jóvenes (sub-23) y el mejor equipo. La clasificación para los mejores jóvenes aplica para corredores sub-23 y aplica el mismo baremo de puntos de la clasificación individual.

### Clasificación individual
| Posición | 1   | 2  | 3  | 4  | 5  | 6  | 7  | 8  | 9  | 10 | 11 | 12 | 13 | 14 | 15 | 16 | 17 | 18 | 19 | 20 |
| Puntos   | 100 | 80 | 70 | 60 | 51 | 45 | 39 | 32 | 28 | 24 | 20 | 18 | 16 | 14 | 12 | 10 | 8  | 6  | 4  | 2  |

| Posición | 1  | 2  | 3  | 4  | 5  | 6  | 7  | 8  | 9  | 10 | 11 | 12 | 13 | 14 | 15 | 16 | 17 | 18 | 19 | 20 |
| Puntos   | 70 | 56 | 49 | 42 | 36 | 31 | 27 | 22 | 20 | 17 | 14 | 13 | 11 | 10 | 8  | 7  | 6  | 4  | 3  | 2  |

| Posición | 1  | 2  | 3  | 4  | 5  | 6  | 7  | 8  | 9  | 10 | 11 | 12 | 13 | 14 | 15 | 16 | 17 | 18 | 19 | 20 |
| Puntos   | 60 | 50 | 44 | 38 | 32 | 28 | 24 | 20 | 18 | 15 | 8  | 8  | 8  | 8  | 8  | 2  | 2  | 2  | 1  | 1  |

| Posición | 1  | 2  | 3  | 4  | 5  | 6  | 7  | 8  | 9  | 10 | 11 | 12 | 13 | 14 | 15 | 16 | 17 | 18 | 19 | 20 |
| Puntos   | 40 | 32 | 28 | 24 | 21 | 18 | 15 | 13 | 11 | 10 | 5  | 5  | 5  | 5  | 5  | 1  | 1  | 1  | 1  | 1  |

### Clasificación por equipos
| Posición | 1   | 2  | 3  | 4  | 5  | 6  | 7  | 8  | 9  | 10 |
| Puntos   | 100 | 95 | 90 | 85 | 80 | 75 | 70 | 65 | 60 | 55 |

| Posición | 1  | 2  | 3  | 4  | 5  | 6  | 7  | 8  | 9  | 10 |
| Puntos   | 80 | 76 | 72 | 68 | 64 | 60 | 56 | 52 | 48 | 44 |

| Posición | 1  | 2  | 3  | 4  | 5  | 6  | 7  | 8  | 9  | 10 |
| Puntos   | 40 | 38 | 36 | 34 | 32 | 30 | 28 | 26 | 24 | 22 |

| Posición | 1  | 2  | 3  | 4  | 5  | 6  | 7  | 8  | 9  | 10 |
| Puntos   | 20 | 19 | 18 | 17 | 16 | 15 | 14 | 13 | 12 | 11 |

## Palmarés
| Año  | Ganador              | Mejor joven          | Mejor equipo                                    |
| ---- | -------------------- | -------------------- | ----------------------------------------------- |
| 2007 | Alessandro Bertolini | Kanstantsin Siutsou  | Tenax-Menikini                                  |
| 2008 | Danilo Di Luca       | Francesco Ginanni    | Serramenti PVC Diquigiovanni-Androni Giocattoli |
| 2009 | Giovanni Visconti    | Miguel Ángel Rubiano | CSF Group-Navigare                              |
| 2010 | Bandera de ?         | Bandera de ?         | Androni Giocattoli-Serramenti PVC Diquigiovanni |
| 2011 | Bandera de ?         | Bandera de ?         | Androni Giocattoli-C.I.P.I.                     |
| 2012 | Bandera de ?         | Bandera de ?         | Androni Giocattoli-Venezuela                    |
| 2013 | Diego Ulissi         | Diego Ulissi         | Lampre-Merida                                   |
| 2014 | Sonny Colbrelli      | Sonny Colbrelli      | Neri Sottoli                                    |
| 2015 | Sonny Colbrelli      | Louis Meintjes       | Southeast Pro                                   |
| 2016 | Sonny Colbrelli      | Gianni Moscon        | Bardiani-CSF                                    |
| 2017 | Diego Ulissi         | Egan Bernal          | Androni Giocattoli-Sidermec                     |
| 2018 | Domenico Pozzovivo   | Davide Ballerini     | Androni Giocattoli-Sidermec                     |
| 2019 | Giovanni Visconti    | Fausto Masnada       | Androni Giocattoli-Sidermec                     |
| 2020 | Diego Ulissi         | Andrea Bagioli       | UAE Emirates                                    |
| 2021 | Sonny Colbrelli      | Alessandro Covi      | UAE Emirates                                    |
| 2022 | Filippo Zana         | Filippo Zana         | UAE Emirates                                    |

## Palmarés por países
| País   | Victorias |
| ------ | --------- |
| Italia | 13        |